# Lista episoadelor din Teoria Big Bang (sezonul 5)
Aceasta este o listă de episoade din Teoria Big Bang, sezonul 5:
| Nr.ep. total# | Nr.ep. sezon# | Titlu                              | Regia           | Scenariu | Premiera           | Cod produs | Audiție (mil.) |
| ------------- | ------------- | ---------------------------------- | --------------- | --- | ------------------ | ---------- | -------------- |
| 88            | 1             | The Skank Reflex Analysis          | Mark Cendrowski | Povestea: Eric Kaplan, Maria Ferrari & Anthony Del Broccolo Scenariu: Chuck Lorre, Bill Prady & Steven Molaro | 22 septembrie 2011 | 3X6851     | 14.30          |
| 89            | 2             | The Infestation Hypothesis         | Mark Cendrowski | Povestea: Bill Prady, Steven Molaro & Maria Ferrari Scenariu: Chuck Lorre, Jim Reynolds & Steve Holland       | 22 septembrie 2011 | 3X6852     | 14.94          |
| 90            | 3             | The Pulled Groin Extrapolation     |                 | | 29 septembrie 2011 |            |                |
| 91            | 4             | The Wiggly Finger Catalyst         |                 | | 6 octombrie 2011   |            |                |
| 92            | 5             | The Russian Rocket Reaction        |                 | | 13 octombrie 2011  |            |                |
| 93            | 6             | The Rhinitis Revelation            |                 | | 20 octombrie 2011  |            |                |
| 94            | 7             | The Good Guy Fluctuation           |                 | | 27 octombrie 2011  |            |                |
| 95            | 8             | The Isolation Permutation          | Mark Cendrowski | | 3 noiembrie 2011   |            |                |
| 96            | 9             | „The Ornithophobia Diffusion”      | Mark Cendrowski | Poveste: Chuck Lorre, Dave Goetsch & Anthony Del Broccolo Scenariu: Bill Prady, Steven Molaro & Eric Kaplan   | 10 noiembrie 2011  | 3X6859     | 15.89          |
| 97            | 10            | „The Flaming Spittoon Acquisition” | Mark Cendrowski | Poveste: Chuck Lorre, Steven Molaro & Dave Goetsch Scenariu: Bill Prady, Jim Reynolds & Steve Holland         | 17 noiembrie 2011  |            |                |
|               |               |                                    |                 | |                    |            |                |